# Sadinja vas pri Dvoru
Sadinja vas pri Dvoru (Duits: Schöpfendorf in der Unterkrain) is een plaats in Slovenië en maakt deel uit van de gemeente Žužemberk in de NUTS-3-regio Jugovzhodna Slovenija. De plaats telde 170 inwoners op 1 januari 2020.